# Bubber (Dolph & Wulff)
Bubber er en person fra DR2-programmet Wulffmorgenthaler. Bubber er skolefotografen Bents udviklingshæmmede assistent. Bubber har altid en stor trang til at gokke hvor som helst. Han optræder også nogle gange i Dolph og Wulff, denne gang hos sin fætter Bimmer.
Bent siger ofte at Bubber er retarderet og at "hans hjerne ikke fungerer rigtigt", til trods for at Bent ofte fremstår lige så uintelligent.
Bubber spilles af Peder Pedersen, som også er kendt som den ene del af Gramsespektrum-duoen.